# Georg Gottlob Kramsta
Georg Gottlob Kramsta (geboren am 20. Juli 1782 in Freiburg in Schlesien; gestorben am 15. April 1850 ebenda) war ein deutscher Leinenfabrikant, Industrieller und Mitbegründer der Unternehmerfamilie Kramsta.

## Familie und Privatleben
Sein Vater war der Kürschnermeister, Händler und Stadtvogt von Freiburg, Christian Gottlieb Kramsta der Ältere (15. Oktober 1744 Freiburg/Schlesien – 9. August 1804 in Freiburg/Schlesien), dessen Vorfahren nach 1620 aus Böhmen nach Hoyerswerda zuwanderten und sich später in Freiburg im Herzogtum Schweidnitz niederließen. Die Mutter war Marie Rosine, geborene Klein (4. Januar 1749 in Freiburg/Schlesien – 7. Januar 1827 in Freiburg/Schlesien) verheiratet mit Christian Gottlieb seit 18. März 1774. Georg Gottlobs ältere Brüder waren Christian Gottlieb der Jüngere (1776–1838) und Karl Friedrich (1779–1819), die zunächst Seniorchefs des Familienbetriebs wurden. Georg Gottlobs jüngerer Bruder Ernst (1784–1845) sollte ebenfalls Teilhaber werden.
Georg Gottlob vermählte sich am 9. Januar 1805 auf Fürstenstein mit Juliane (21. Oktober 1784 Schweidnitz – 11. Juli 1837 Freiburg in Schlesien), einer Tochter des Johann Gottfried Krebs (30. Oktober 1744 – 12. Juni 1819), Rentmeister der Fürsten Hochberg-Pleß. Das Paar hatte sechs Söhne und vier Töchter. Die Söhne Eduard (18. Oktober 1810 – 28. September 1875 in Muhrau), Christian „Gustav“ (17. August 1815 – 23. Dezember 1869) und „Emil“ Martin (26. März 1822 – 23. Januar 1888) wurden zwischen 1859 und 1862 auf eigenen Antrag vom preußischen König nobilitiert. Nachdem sich Emil nach dem Tod des Vaters 1850 aus dem Unternehmen zurückgezogen hatte, wurde es von den beiden Teilhabern Eduard von Kramsta und Gustav von Kramsta fortgeführt.

## Unternehmertum
Der Familienbetrieb Kramsta handelte zunächst mit Spinnstoffen und produzierte ab 1814 Leinen- und Baumwollartikel. Zwischen 1820 und 1830 fand der Aufstieg des Unternehmens statt. Kramsta errichtete neue Produktionsanlagen in Polsnitz, Freiburg und Merzdorf, Filialen in Bolkenhain und Neisse sowie schließlich Handelshäuser für den Warenexport in Leipzig und Hamburg. Das bald die Region dominierende Kolonialwarenunternehmen expandierte auch in Nebenbereiche der Textilherstellung (etwa Stärkefabriken und Mühlen) sowie in weitere Geschäftsfelder, wie die Zuckerrübenveredelung. Ferner erwarb die Familie weitläufigen Landbesitz im Raum Schweidnitz, Striegau und Freiburg.